# Calle 146 (estación)
La estación sencilla Calle 146 hace parte del sistema de transporte masivo de Bogotá llamado TransMilenio inaugurado en el año 2000.

## Ubicación
La estación está ubicada en el norte de la ciudad, más específicamente en la Autopista Norte entre calles 147 y 151. Se accede a ella a través de un puente peatonal ubicado sobre la Calle 150.
Atiende la demanda de los barrios Las Margaritas, Victoria Norte y sus alrededores.
En las cercanías están el eje comercial de la Avenida Carrera 19 y el Parque Las Margaritas IV.

## Origen del nombre
La estación recibe su nombre de la vía por donde tiene su acceso: la Calle 146; que por el cambio de nomenclatura en 2006, es hoy la Calle 150 en esta parte de la ciudad.

## Historia
A comienzos del año 2001, después de ser inaugurado el Portal Usme, se puso en funcionamiento la troncal de la Autopista Norte incluyendo la estación Calle 146. Meses después fue inaugurado el Portal Norte.
En la noche del 9 de abril de 2013, se registraron los ataque contra esta estación del sistema. En esa ocasión fueron destruidas, a punta de pistolas de balines, las estaciones Calle 100, Calle 106, Prado, Alcalá, Calle 142, Calle 146, Mazurén, Calle 161, Calle 187, y Terminal con Autopista Norte, donde dejaron $22 millones de pesos en perdidas.
En la madrugada del 27 de mayo de 2014, se registró otro ataque contra esta estación. En esa ocasión fueron destruidas a punta de pistolas de balines las estaciones Calle 85, Virrey, Calle 100, Calle 142 y Calle 146, donde dejaron $ 40 millones de pesos en pérdidas.
El 4 de agosto de 2016 se puso en funcionamiento un nuevo vagón al costado sur de la estación para ampliar la capacidad de la misma. Luego de la apertura, se distribuyeron las rutas que hacen parada para reducir las aglomeraciones de personas en los vagones existentes.

### Cierre temporal
El 14 de diciembre de 2024, la estación fue cerrada completamente debido a los trabajos de reconstrucción del puente peatonal que da acceso a la misma. Por lo tanto, todos los servicios que operaban en esta estación fueron redistribuidos a otras estaciones cercanas, con el objetivo de atender la demanda de los usuarios que habitualmente la utilizaban.

## Servicios de la estación

### Servicios troncales
| Tipo                                            | Rutas al Norte  | Rutas al Sur    |
| ----------------------------------------------- | --------------- | --------------- |
| Ruta fácil                                      | 8               | 8               |
| Expresos todos los días todo el día             | B10 B75         | D10 H75         |
| Expresos lunes a sábado todo el día             | B11 B13 B28 B74 | G11 F28 H13 J74 |
| Expresos lunes a viernes hora pico de la mañana |                 | J70             |

### Esquema
| ← Norte   |               |               |               |
| Calle 150 | sin servicios | sin servicios | sin servicios |
| Puente    | Vagón 3       | Vagón 2       | Vagón 1       |
| Calle 150 | sin servicios | sin servicios | sin servicios |
| Sur →     |               |               |               |

### Servicios urbanos
Así mismo funcionan las siguientes rutas urbanas del SITP en los costados externos a la estación, circulando por los carriles de tráfico mixto sobre la Autopista Norte, con posibilidad de trasbordo usando la tarjeta TuLlave:
| Código | Sector               | Dirección           | Rutas    |
| ------ | -------------------- | ------------------- | -------- |
| 639A01 | B Estación Calle 146 | Auto Norte - CL 148 | 19-6     |
| 318A02 | C Estación Calle 146 | Auto Norte - CL 150 | 19-7 T53 |

## Ubicación geográfica
| Noroeste: Suba     | Norte: B Mazurén | Nordeste: Usaquén |
| Oeste: C Gratamira |                  | Este: Usaquén     |
| Suroeste: Suba     | Sur: B Calle 142 | Sureste: Usaquén  |